# Atheta zosterae
Atheta zosterae är en skalbaggsart som först beskrevs av Thomson 1856.  Atheta zosterae ingår i släktet Atheta, och familjen kortvingar. Arten är reproducerande i Sverige.